# Гавала, Мануил
Мануил Гавала (ср.-греч. Μανουήλ Γαβαλάς), также Матфей Эфесский (ср.-греч. Ματθαίος Εφέσου) (ок. 1271 — до 1360) — византийский богослов и писатель, титулярный митрополит Эфесский (1329—1351).
Мануил Гавала происходил из известной семьи, чьи представители с IX века занимали высокие посты на государственной службе и во флоте. Сведения о жизни Мануила известны преимущественно из его переписки. Он родился в малоазийской Филадельфии около 1271 года, там же начал в 1309 году церковную карьеру — сначала как чтец, затем диакон и протонотарий при митрополите Феолипте. Через год митрополит отправил его в Константинополь для обсуждения церковных вопросов. В столице Гавала познакомился с известными интеллектуалами Никифором Григорой и Никифором Хумном. По возвращении в Филадельфию в 1310 году Мануил утратил своё положение, разойдясь с Феолиптом по вопросу о примирении с арсенитами, противником чего был митрополит. В 1312 году, вскоре после рождения сына, умерла жена Мануила. С 1315 по 1317 год он снова был в Константинополе, возможно, при дворе патриарха Иоанна Глики. После примирения с Феолиптом в 1321 году Мануил стал священником и хартофилаксом филадельфийской церкви. В следующем году он принял монашеский постриг под именем Матфей. После смерти Феолипта зимой 1322 года Гавала рассчитывал занять его место, а, когда надежды не оправдались, вернулся в столицу, где пользовался поддержкой Хумна и Феодора Метохита. Только после окончания гражданской войны в 1329 году Гавала получил высокую должность митрополита Эфеса, к тому времени уже перешедшему вод власть турок. Только 10 лет спустя, в краткий период мира с Умур-пашой он смог ненадолго посетить Эфес, всё остальное время находясь в столице или во фракийском Брисисе. Во время конфликтов 1340-х годов Гавала не поддержал решительно исихазм, и на соборе 1351 года был низложен. Около 1360 года он скончался.
Небольшая монография немецкого византиниста Макса Троя «Matthaios, metropolit von Ephesos» (1901) долгое время оставалась единственным посвящённым эфесскому епископу исследованием. Основанная на многочисленных ранее неизданных рукописях монографии С. Курусиса вышла в 1972 году. В следующем году Курусис подготовил предварительный обзор эпистолярного наследия Гавалы, а в 1974 editio princeps его писем издал Дитер Райнш. В 1981 году А. Пиньяни издала посвящённый празднованию Пасхи экфрасис и сделала ряд публикаций, посвящённых тому же памятнику. В последующие годы исследователи обращались к «Аскетическим главам» епископа и его гомеровским трудам.
Литературное наследие Мануила Гавалы довольно разнообразно. Обширна его переписка, включающая как его собственные письма, так и адресованные ему. Из его писем можно узнать о литературных спорах византийских интеллектуалах, придворных и церковных интригах, неустроенности жизни Гавалы, его впечатлениях от посещения разорённого Эфеса и размышления об упадке империи. В своих письмах к литератору Михаилу Гаврасу обсуждались сомнительные моральные достоинства «Илиады». Тем же вопросам посвящены три небольших трактата об «Одиссее». По наблюдению Макса Троя, Гомер не был любимым автором Гавалы, и его трактаты были предназначены для обсуждения с учениками. Возможно, в периоды перерыва в карьере, Гавала преподавал. По мнению Р. Браунинга, обращение Мануила к сюжету об Одиссее было связано с превратностями его путеществия в Эфес.

## Издания трудов
- Reinsch D. Die Briefe des Matthaios von Ephesos im Codex Vindobonensis Gr. 174. — Mielke, 1974. — 478 S.